# Rentershofen
Rentershofen (westallgäuerisch: Renterschhofə) ist ein Gemeindeteil der Gemeinde Röthenbach (Allgäu) im bayerisch-schwäbischen Landkreis Lindau (Bodensee).

## Geographie
Das Dorf liegt circa einen Kilometer südwestlich des Hauptorts Röthenbach und zählt zur Region Westallgäu. Westlich von Rentershofen befindet sich der Rentershofener Bahndamm.

## Ortsname
Der Name Rentershofen bezieht sich auf den Erstbesiedler mit dem Namen Renther oder Ranther zurück, was Kämpfer mit dem Schild bedeutet.

## Geschichte
Rentershofen wurde erstmals im Jahr 1290 urkundlich als Rentirshovin erwähnt. Die Kapelle St. Joseph im Ort wurde im 11. oder 12. Jahrhundert erbaut. 1760 fand die Vereinödung in Rentershofen mit 21 Teilnehmern statt. Der Ort gehörte einst dem Gericht Grünenbach in der Herrschaft Bregenz an.

## Baudenkmäler

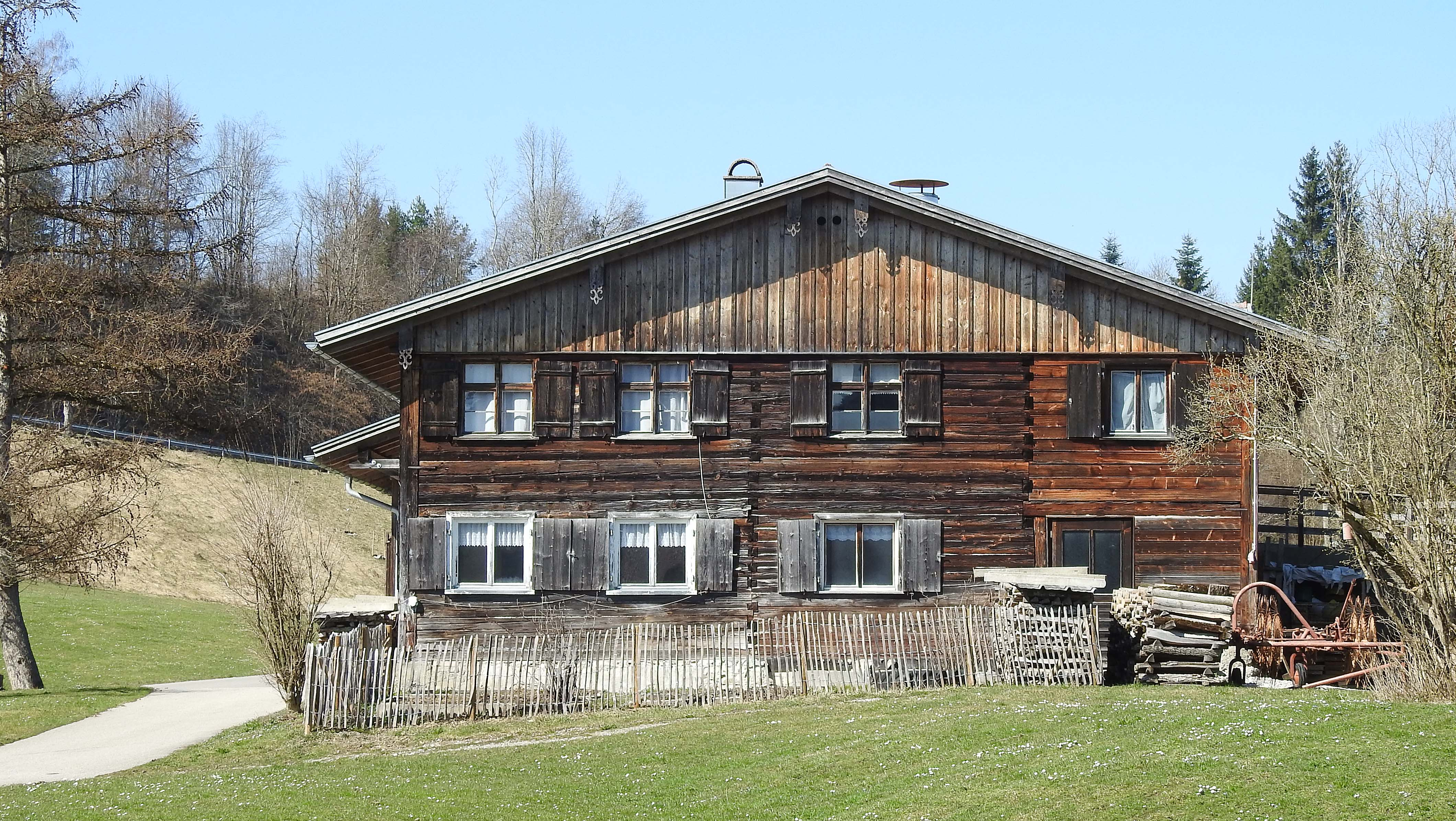
Baudenkmal in Rentershofen

- Siehe: Liste der Baudenkmäler in Rentershofen

## Einrichtungen
Im Ort befindet sich das Freizeitzentrum Rentershofen mit Freibad, Fußballplatz und Mehrzweckhalle.